# Konzentrationslager Agedabia
Das KZ Agedabia war ein italienisches Konzentrationslager in Adschdabiya im damaligen Italienisch-Libyen. Es wurde im März 1930 errichtet, um die während des Zweiten Italienisch-Libyschen Krieges unterworfenen und deportierten Bevölkerungsteile zu internieren und dadurch den Aufstand der Sanūsīya der Kyrenaika unter ihrem Anführer Umar al-Muchtar zu bekämpfen. In dem Lager waren etwa 9.000 Menschen interniert, von denen etwa 1.500 an den Folgen der schlechten Versorgung, der Folter, der schlechten hygienischen Bedingungen oder durch Exekutionen starben. Das Lager wurde im September 1933 aufgelöst. Die Bewachungsmannschaft des Lagers bestand aus Esercito, Carabinieri, eritreischen Askari und einheimischen Kolonialpolizisten.